# Rico, Oskar und das Herzgebreche (Film)
Rico, Oskar und das Herzgebreche ist ein deutscher Kinderfilm von Wolfgang Groos, der am 11. Juni 2015 in den deutschen Kinos startete.
Der Film basiert auf dem 2009 im Carlsen Verlag veröffentlichten gleichnamigen zweiten Buch der Reihe Rico und Oskar von Andreas Steinhöfel und ist die Fortsetzung von Rico, Oskar und die Tieferschatten (2014).

## Handlung
Rico Doretti, der von sich selbst sagt, er sei „tiefbegabt“, träumt in Gedanken davon, wie seine Mutter und der Polizist Simon Westbühl vor den Traualtar treten. Unvermittelt reißt ihn seine Mutter Tanja aus seinen Träumen und präsentiert ihm eine Karte seines Freundes Oskar, die jedoch so lange unterwegs war, dass Oskar zu Ricos großer Freude kurz darauf schon selbst vor seiner Tür steht, da er bei ihm übernachten wird. Erst einmal steht ein Besuch in der Pizzeria „Bei Raffaele“ auf dem Programm. Dort erzählt Rico seinem Freund, dass er in der Pizzeria immer Pizza mit Meeresfrüchten bestelle, weil ein großer Fisch seinen Vater ins Wasser gezogen habe, der ertrunken sei. Das sei seine Rache. Mit ihrer Bestellung bringen die Jungen die Kellnerin zur Verzweiflung, was für einen Gast wenig angenehm endet.
Danach begleiten sie Ricos Mutter zum von Ellie Wandbek geleiteten Bingo. Tanja Doretti gewinnt das Spiel. Oskar reagiert seltsam, will aber nicht sagen, was ihn beschäftigt. Erst am anderen Tag rückt er damit heraus, dass er gesehen habe, dass Ricos Mutter beim Bingo geschummelt habe und Frau Wandbek mit ihr unter einer Decke stecken müsse. Die Taschen die da gewonnen würden, seien nicht aus Plastik, sondern aus echtem Schlangenleder, mit denen man viel Geld verdienen könne. Als die Jungen kurz darauf Ricos Mutter mit einem großen Müllsack aus dem Haus kommen sehen, folgen sie ihr. Tanja Doretti geht direkt zu Ellie Wandbek, übergibt ihr die im Müllsack befindlichen restlichen Taschen und einen größeren Geldbetrag. Sie wolle nicht mehr mitmachen, meint sie zu Ellie. Diese nimmt jedoch nur das Geld und setzt Tanja unter Druck, indem sie Dinge sagt, deren Zusammenhang den Jungen im Moment noch nicht klar ist. Der hochbegabte Oskar hat bereits einen Plan. Erst einmal müsse man herausbekommen, woher diese Taschen überhaupt kommen. So beschatten sie Ellie Wandbek. Als diese mitbekommt, dass aus Tanjas Wohnung ein fingierter Anruf kam, setzt sie ihren Sohn Boris auf die junge Frau, der ihr Angst machen soll. Boris ist gleichzeitig Teresas Chef in dem Nachtclub, in dem sie arbeitet, aber lange nicht so hinterhältig wie seine Mutter. Allerdings traut er sich nicht, ihr zu widersprechen.
Schnell erkennt Oskar, dass man für eine Verfolgung aber jemanden braucht, der ein Auto hat. Rico schlägt Ludger van Scherten vor, den er beim Bingo kennengelernt hat und der einen alten roten Mercedes sein eigen nennt. Während ihrer Verfolgungstour müssen sie den Wagen verlassen und sich durch ein Maisfeld zu einer Scheune vorkämpfen, wo Ellie Wandbek und ihr Sohn große Pakete in ihr Auto laden. „Sie haben Nachschub geholt“, meint Oskar und dass man unbedingt an den Schlüssel kommen müsse, den Boris an seinem Schlüsselbund befestigt hat. Damit könne bewiesen werden, dass er Zugang zur Scheune mit unrechtmäßig erworbenen Sachen habe. Van Scherten bietet sich an, den Schlüssel an sich zu bringen, da er Zutritt zum Nachtclub hat. Die Jungen sind jedoch beunruhigt und folgen ihm in Begleitung ihrer Nachbarin Elke Dahling, die der Ansicht ist, dass man zwei kleine Jungen nicht allein in der Nacht herumspazieren lassen könne. Als das Trio im Nachtclub ankommt, passieren einige unvorhergesehene Dinge, die von den Jungdetektiven aber geschickt zu ihren Gunsten gedreht werden. So können die Jungen am Ende nicht nur den Schlüssel an sich bringen, sondern auch Boris überwältigen und anhand dessen, was sie ermittelt haben, den Fall aufklären. Mutter und Sohn Wandbek werden von der Polizei abgeführt.
Nun erfährt Rico auch von seiner Mutter, was es mit der seltsamen Bemerkung von Ellie Wandbek auf sich hat. Ellie Wandbek wollte Ricos Vater, der gar nicht tot ist, sondern in Italien lebt, einen Hinweis geben, wo er seinen Sohn finden könne. Nur darum habe sie sich auf das Geschäft eingelassen. Tanja erklärt Rico, dass es Menschen gebe, die mit sich selbst so unzufrieden seien, dass sie gegen andere Gewalt anwenden würden. Deshalb habe sie seinen Vater seinerzeit verlassen. Rico spürt, was seine Mutter ihm sagen will, und dass sie ihn schützen wollte. Nachdem sich zuvor schon aufgeklärt hatte, dass Rico Simon Westbühl zu Unrecht verdächtigt hatte, eine Freundin zu haben, erscheint der Polizist nun auch noch mit Oskar, der erst einmal bei ihnen wohnen wird, und mit dem kleinen Hund von Frau Wandbek, der sonst ins Tierheim gemusst hätte. Als Tanja und Simon sich küssen, ziehen sich die Jungen zufrieden in ihr Zimmer zurück, wo sie friedlich einschlafen. Zwischen ihnen liegt ein kleiner Hund, der sich ebenfalls geborgen fühlt, nachdem er bei Ellie Wandbek so Einiges durchmachen musste.

## Produktionsnotizen
Es handelt sich um eine Produktion von Twentieth Century Fox/Lieblingsfilm GmbH (München) und Fox International Productions GmbH  (Berlin, Germany). Die Dreharbeiten zu Rico, Oskar und das Herzgebreche begannen am 29. Juli 2014 und fanden bis zum 22. September 2014 in Leipzig, Berlin und München statt.
Der Film wurde gefördert durch den FilmFernsehFonds Bayern GmbH (München), die Mitteldeutsche Medienförderung GmbH (Leipzig), Medienboard Berlin-Brandenburg GmbH (Potsdam), das Kuratorium junger deutscher Film (Wiesbaden), den Beauftragten der Bundesregierung für Kultur und Medien, die Filmförderungsanstalt und den Deutschen Filmförderungsfonds.

## Soundtrack
| Nr. | Titel – Komponist – Vortragende(r)                                                           |
| --- | -------------------------------------------------------------------------------------------- |
| 1.  | Inkognito – Sebastian Madsen, Johannes Madsen, Sascha Madsen, Niko Maurer – Madsen           |
| 2.  | Cheer Up Charlie – Michael Andrew – Michael Andrew                                           |
| 3.  | One in A Million – Helmut Zerlett, Robert Matt, Wolfgang Gross – Robert Matt, Helmut Zerlett |
| 4.  | Mein Kopf spielt Bingo – Peter S. Brugger & Tobias Kuhn – Jonathan Express                   |
| 5.  | Boombastic – Shaggy, King Floyd, Robert Livingston – Shaggy                                  |
| 6.  | Things Can Only Get Better – Jamie Petrie & Peter Cunnah – D. Ream (als D:ream)              |
| 7.  | You See – Jessica Gall und Robert Matt – Jessica Gall                                        |

## Veröffentlichung
In Deutschland startete Rico, Oskar und das Herzgebreche am 11. Juni 2015. Der internationale Filmtitel lautet The Pasta Detectives 2. Unter dem Titel Rico, Oskar y el misterio del bingo wurde der Film am 17. September 2016 auf dem German Film Festival in Argentinien vorgestellt.
Am 19. November 2015 wurde er von Twentieth Century Fox auf DVD herausgegeben.

## Fortsetzung
Am 28. April 2016 erschien eine weitere Fortsetzung unter dem Titel Rico, Oskar und der Diebstahlstein.

## Kritik
Der filmdienst bezeichnete die „Mischung aus Krimi und Milieubeschreibung“ als ebenso „spannende wie amüsante Fortführung“ der Erlebnisse der beiden Freunde. Der Film sei mitunter „mit mehr Klamauk und etwas weniger Fingerspitzengefühl inszeniert als der erste Teil“, punkte aber „erneut durch seine ernsthafte Einlassung auf die Gefühle seiner kindlichen Hauptdarsteller“.
Die Deutsche Film- und Medienbewertung (FBW) begründete ihre Entscheidung für die Verleihung eines Prädikats damit, dass „das zweite Abenteuer […] dem großen Kinder- und Jugendfilmerfolg Rico, Oskar und die Tieferschatten aus dem Jahr 2014 in Sachen Einfallsreichtum, Spielfreude und Spannung in nichts nach[stehe]“. Des Weiteren befand man, dass Milan Peschel, Katharina Thalbach, Moritz Bleibtreu, Henry Hübchen, Ursela Monn, Ronald Zehrfeld und Karoline Herfurth „ihre Rollen mit Freude und augenzwinkerndem Humor“ spielen. „Doch [seien] die Helden zweifelsohne Anton Petzold und Juri Winkler als Rico und Oskar.“ Abschließend hieß es, der Film sei „ein warmherziges und perfekt inszeniertes Filmvergnügen für die ganze Familie“.
Cinefacts.de war er Ansicht, dass das Erfolgsgeheimnis des Films sei, dass der Regisseur „nicht mit seinen eigenen Augen durch die Kamera [sehe], sondern die seiner jungen Zuschauer“ und zog das Fazit: „Es ist die Fortsetzung einer kleinen Sensation: Rico, Oskar und die Tieferschatten erweckte das totgeglaubte Genre des Kinderkrimis zu neuem Leben. Rico, Oskar und das Herzgebreche setzt dieses Erfolgskonzept hervorragend fort.“
Bei der Ges. FreundeDerKuenste war zu lesen, dass die Neuzugänge Henry Hübchen „als alternder Lebenskünstler“ und Moritz Bleibtreu „als stotternder Bösewicht viel Spaß“ machen würden. Gefallen würden außerdem „die pfiffigen, lebensechten Dialoge, der frische Soundtrack mit lässigen deutschen Songtexten und originelle animierte Einschübe, in denen entweder Ereignisse aus der Vergangenheit […] oder auch komplizierte Fremdwörter auf spielerische Art erklärt werden“ würden. Die Empfehlung lautete: Schließlich können auch Erwachsene aus diesem im besten Sinne pädagogisch wertvollen Abenteuerspaß, der in vielen Momenten an die großen Erich-Kästner-Verfilmungen erinnert, durchaus etwas Gehaltvolles mit auf den Heimweg nehmen.
Auch Filmstarts schloss sich dieser Meinung an und urteilte: „Und auch unter neuem künstlerischem Kommando ist ‚Rico, Oskar und das Herzgebreche‘ ein weiterer toller Kinospaß für die ganze Familie geworden, der kaum hinter dem ersten Teil zurückbleibt. […] Den Löwenanteil am Gelingen des Films [hätten] jedoch die hochtalentierten Nachwuchsdarsteller Anton Petzold und Juri Winkler.“

## Auszeichnung
- 2015: Prädikat „besonders wertvoll“ der Deutschen Film- und Medienbewertung (FBW)[9]